# Бингемстаун
Бингемстаун (англ. Binghamstown; ирл. An Geata Mór) — деревня в Ирландии, находится в графстве Мейо (провинция Коннахт) у региональной дороги R313.

## Демография[3]
| год  | население | дома |
| ---- | --------- | ---- |
| 1841 | 436       | 82   |
| 1851 | 249       | 43   |
| 1861 | 219       | 56   |
| 1871 | 154       | 33   |